# Microgaster utibilis
Microgaster utibilis är en stekelart som beskrevs av Papp 1976. Microgaster utibilis ingår i släktet Microgaster och familjen bracksteklar. Inga underarter finns listade i Catalogue of Life.